# Brian, a hollywoodi sztár (Family Guy)
A Brian, a hollywoodi sztár (angolul The Thin White Line, további ismert magyar címe: Brian hollywoodi kutya) a Family Guy harmadik évadjának a második része. Összességében ez a harmincadik rész. Az epizódot először az amerikai FOX csatorna mutatott be 2001. július 18-án, egy héttel az első epizód után. Magyarországon a Comedy Central mutatta be 2008. november 27-én.
|  | Alább a cselekmény részletei következnek! |

## Cselekmény
Brian Los Angelesbe költözik, ahol egy étteremben lesz pincér, mindeközben könyvet ír annak reményében, hogy híres íróvá válhat. Lois benevezi Stewie-t egy tv-s meghallgatásra, ami olyan jól sikerül, hogy Stewie-t választják a tv-műsor sztárjának és így az egész család ingyen követheti Briant Los Angelesbe. Brian az unokatestvére segítségével bejut egy filmforgatásra, mint rendező. Mindeközben Peter felhívja őt, hogy ők is Los Angelesben vannak, és szeretnének együtt vacsorázni vele. Brian, csak imponáljon családjának, meghívja őket a forgatásra. Miután a helyszínen rájön, hogy pornót kell rendeznie, hogy megkímélje őket, azt hazudja, túl nagy sztár ahhoz, hogy a családjával mutatkozzon, és elküldi őket, holott simán csak szégyelli magát. Stewie szereplése a tv-ben félresikerül, így nem tudja bemutatni hipnotizáló szemüvegét a világnak. Briant jelölik az aranydákó-díjra, amelyet meg is nyer. Végül rájön, hogy az életéből csak a családja hiányzik, és mindannyian hazamennek Quahog-ba.

## Külső hivatkozások
- Brian, a hollywoodi sztár az Internet Movie Database-ben (angolul)
- Brian, a hollywoodi sztár a Rotten Tomatoeson (angolul)
- Brian, a hollywoodi sztár a Box Office Mojón (angolul)